# Basilio I de Cilicia
Basilio I de Cilicia, también llamado Basilio de Ani o Basilio Pahlavuni (en armenio: Բարսեղ Փահլավունի; Barsegh Pahlavuni; fallecido el 13 de noviembre de 1113 d. C.) fue Catholicos armenios de Cilicia de 1105 a 1113, y sobrino de Gregorio II. 
El Catholicos Gregorio II se había trasladado a Tarso, lejos del centro de la civilización armenia durante los últimos siglos, por lo que los armenios orientales se consideraban sin pontífice. Gregorio II había visitado previamente Ani y había nombrado obispo a su sobrino Parsegh, por lo que más tarde obtuvieron la aprobación de Gregorio para elegir a Parsegh como pontífice. Por esta época otros dos rivales se nombraron a sí mismos pontífices de sus propias regiones: Teodoro y uno llamado Pablo en Marash. Había mucha enemistad entre ellos y mucha confusión entre el pueblo. Pablo lo vio así y decidió renunciar a su sede y retirarse a su convento, momento en el que la nación en general reconoció como pontífice sólo a Gregorio II, con Parsegh como su lugarteniente. En 1087 Parsegh depuso a Teodoro y se estableció en Edessa. 
En 1103, después de muchas peticiones, Gregorio II aceptó finalmente la invitación de 
Basilio el Astuto, señor de Marash y de Kaysun, para trasladar su residencia a Rapan, cerca de Kesoun, para pasar sus últimos años. Gregorio II se llevó consigo a sus pupilos  Gregorio III de Cilicia y Nerses IV el Agraciado, en quienes reconocía grandeza futura. Confió a los dos niños al cuidado de su sobrino y lugarteniente Basilio y de su anfitrión Basilius, y declaró que a su muerte Basilio sería nombrado Catholicos para ser sucedido por Gregorio III de Cilicia.
Basilio sucedió a Gregorio II dos años más tarde, en 1105. Basilio tenía su sede unas veces en el Convento Rojo en el desierto de Shughr y otras en la ciudad de Edesa. Se encargó de la educación de Gregorio y Nerses, y pronto ordenó sacerdote a Gregorio.
Durante este período, los persas invadieron Cilicia, pero fueron derrotados por las fuerzas de Basilio. Dos años más tarde, sin embargo, Cilicia fue invadida de nuevo, esta vez por escitas. En 1111 atacaron la fortaleza de Zovk, en poder del padre de Gregorio y Nerses, Apirat Pahlavi, nieto de Gregorio Magistrato, que fue asesinado.
Basilio murió en el Convento Rojo después de haber sido pontífice durante treinta y un años, ocho de ellos como único gobernante de la Iglesia armenia. Siguiendo los deseos de  Gregorio II, Gregorio, hijo de Apirat, fue elegido Catholicos en el Convento Rojo, con sólo veinte años de edad.